# 虛功

粒子的運動軌道與虛軌道分別為與。在位置、時間，虛位移為。兩種軌道的初始位置與終止位置分別為與。

在分析力學裏，施加於某物體的作用力，由於給定的虛位移，所做的機械功，稱為虛功（英語：virtual work）。以方程式表達，虛功{\displaystyle \delta W}是
{\displaystyle \delta W=\mathbf {F} \cdot \delta \mathbf {r} }；
其中，{\displaystyle \mathbf {F} }是作用力，{\displaystyle \delta \mathbf {r} }是虛位移。
在這篇文章裏，位移指的是平移運動所造成的位移或旋轉運動所造成的角位移；作用力指的是力量或力矩。虛位移不是實際的位移，而是一種虛構的、理論上的位移，是一種只涉及位置，不涉及時間的變化。每一個虛位移既是自變量（independent variable），又是任意設定的。任意性是一個很重要的特性，在數學關係式裏，能夠推導出許多重要的結果。例如，思考下述矩陣方程式：
{\displaystyle \mathbf {R} ^{T}\mathbf {r} =\mathbf {R} ^{T}\mathbf {B} \mathbf {q} }；
其中，{\displaystyle \mathbf {R} ,\ \mathbf {r} ,\ \mathbf {q} }都是向量，{\displaystyle \mathbf {B} }是方塊矩陣。
假若，{\displaystyle \mathbf {R} }是個任意非零向量，則可以將任意項目{\displaystyle \mathbf {R} }從方程式中除去，得到{\displaystyle \mathbf {r} =\mathbf {B} \mathbf {q} }。

## 虛功原理
虛功原理闡明，一個物理系統處於靜態平衡（static equilibrium），若且唯若，所有施加的外力，經過符合約束條件的虛位移，所做的虛功的總和等於零。以方程式表達，
{\displaystyle \delta W=\sum _{i}\mathbf {F} _{i}\cdot \delta \mathbf {r} _{i}=0}。
考慮一個由一群質點組成，呈靜態平衡的物理系統，其內部任意一個質點{\displaystyle P_{i}}可能感受到很多個作用力。這些作用力的總和{\displaystyle \mathbf {F} _{i}^{(T)}}等於零：
{\displaystyle \mathbf {F} _{i}^{(T)}=0}。
給予這質點{\displaystyle P_{i}} 虛位移{\displaystyle \delta \mathbf {r} _{i}}，則合力{\displaystyle \mathbf {F} _{i}^{(T)}}所做的虛功{\displaystyle \delta W_{i}}為零：
{\displaystyle \delta W_{i}=\mathbf {F} _{i}^{(T)}\cdot \delta \mathbf {r} _{i}=0}。
總合這系統內做於每一個質點的虛功，其答案也是零：
{\displaystyle \delta W=\sum _{i}\ \mathbf {F} _{i}^{(T)}\cdot \delta \mathbf {r} _{i}=0}。
將合力細分為外力{\displaystyle \mathbf {F} _{i}}與約束力{\displaystyle \mathbf {C} _{i}}：
{\displaystyle \delta W=\sum _{i}\mathbf {F} _{i}\cdot \delta \mathbf {r} _{i}+\sum _{i}\mathbf {C} _{i}\cdot \delta \mathbf {r} _{i}=0}。
假設所有約束力所做的符合約束條件的虛功，其總合是零：
{\displaystyle \sum _{i}\mathbf {C} _{i}\cdot \delta \mathbf {r} _{i}=0}，
則約束力項目可以從方程式中除去，從而得到虛功原理的方程式：
{\displaystyle \delta W=\sum _{i}\mathbf {F} _{i}\cdot \delta \mathbf {r} _{i}=0}。
注意到這推論裏的約束力假設。在這裏，約束力就是牛頓第三定律的反作用力。因此，可以稱此假設為反作用力的虛功假設：所有反作用力所做的符合約束條件的虛功，其總合是零。這是分析力學額外設立的假設，無法從牛頓運動定律推導出來。
在動力學裏，虛功原理會被推廣為達朗貝爾原理。這原理是拉格朗日力學的理論基礎。更詳盡細節，請參閱相關條目。

### 適用案例
在此特別列出幾個案例，展示出約束力所做的符合約束條件的虛功的總合是零：
- 剛體的約束條件是一種完整約束，以方程式表達，{\displaystyle (\mathbf {r} _{i}-\mathbf {r} _{j})^{2}=L_{ij}^{2}}；其中，剛體內部的質點{\displaystyle P_{i}}、{\displaystyle P_{j}}的位置分別為{\displaystyle \mathbf {r} _{i}}、{\displaystyle \mathbf {r} _{j}}，它們之間的距離{\displaystyle L_{ij}}是個常數。所以，兩個質點的虛位移{\displaystyle \delta \mathbf {r} _{i}}、{\displaystyle \delta \mathbf {r} _{j}}之間的關係為

{\displaystyle \delta (\mathbf {r} _{i}-\mathbf {r} _{j})^{2}=2(\mathbf {r} _{i}-\mathbf {r} _{j})(\delta \mathbf {r} _{i}-\delta \mathbf {r} _{j})=0}。
在這裏，有兩種可能的狀況：
1、{\displaystyle \delta \mathbf {r} _{i}=\delta \mathbf {r} _{j}}：
對於這狀況，由於{\displaystyle \mathbf {C} _{ji}=-\mathbf {C} _{ij}}，兩個作用力所做的虛功相互抵銷，也就是說，
{\displaystyle \mathbf {C} _{ij}\cdot \delta \mathbf {r} _{i}+\mathbf {C} _{ji}\cdot \delta \mathbf {r} _{j}=0}，
所以，約束力所做的虛功的總合是零。
2、{\displaystyle (\mathbf {r} _{i}-\mathbf {r} _{j})\perp (\delta \mathbf {r} _{i}-\delta \mathbf {r} _{j})} : 
由於{\displaystyle \mathbf {C} _{ij}\ \|\ \mathbf {C} _{ji}\ \|\ (\mathbf {r} _{i}-\mathbf {r} _{j})}，
{\displaystyle \mathbf {C} _{ij}\cdot \delta \mathbf {r} _{i}+\mathbf {C} _{ji}\cdot \delta \mathbf {r} _{j}=\mathbf {C} _{ij}\cdot \delta \mathbf {r} _{i}-\mathbf {C} _{ij}\cdot \delta \mathbf {r} _{j}=\mathbf {C} _{ij}\cdot (\delta \mathbf {r} _{i}-\delta \mathbf {r} _{j})=0}。
所以，約束力所做的虛功的總合是零。
所以，在剛體內，質點與質點之間的約束力所作的虛功的總合是零。
- 思考置放於平滑地面上的一塊木塊。因為木塊的重量，而產生的反作用力，是地面施加於木塊的一種約束力。注意到對於這案例，符合約束條件的虛位移必須與地面平行，所以，地面施加的約束力垂直於虛位移，它所作的虛功等於零。[3]。

### 在位形空間的意義
將一般的作用力和坐標分別變換為以廣義力{\displaystyle {\mathcal {F}}_{i}}和廣義坐標{\displaystyle q_{i}}表達，
{\displaystyle \delta W=\sum _{i}{\mathcal {F}}_{i}\delta q_{i}=0}。
設定一個{\displaystyle N}維位形空間，其坐標為{\displaystyle (q_{1},q_{2},\dots ,q_{N})}，其內中表示位置的點稱為位形點。想像這物理系統移動於這位形空間。在這位形空間裏，廣義力{\displaystyle {\boldsymbol {\mathcal {F}}}=(F_{1},F_{2},\dots ,F_{N})}垂直於符合約束條件的虛位移{\displaystyle \delta \mathbf {q} =(\delta q_{1},\delta q_{2},\dots ,\delta q_{N})}。
假設，這物理系統沒有任何約束條件，則虛位移可以是任意向量。但是，廣義力{\displaystyle {\boldsymbol {\mathcal {F}}}}不可能垂直於{\displaystyle N}維位形空間裏的每一個向量，所以，廣義力{\displaystyle {\boldsymbol {\mathcal {F}}}}必須等於零。
假設，這物理系統有{\displaystyle L}個約束條件，則自由度為{\displaystyle N-L}，位形點必需處於位形空間的某{\displaystyle N-L}維子空間，而廣義力{\displaystyle {\boldsymbol {\mathcal {F}}}}必須垂直於這子空間，因此必需使用{\displaystyle N-L}個運動方程式來表達這物理系統。

### 保守系統
假設這系統是保守系統，則每一個廣義力都是純量的廣義位勢函數{\displaystyle V(q_{1},q_{2},\dots ,q_{N})}的對於其對應的廣義坐標的負偏導數：
{\displaystyle F_{i}=-{\frac {\partial V}{\partial q_{i}}}}。
虛功與廣義位勢的關係為
{\displaystyle \delta W=\sum _{i}-{\frac {\partial V}{\partial q_{i}}}\delta q_{i}=-\delta V=0}。
由於位勢的變分{\displaystyle \delta V}等於零，一個靜態平衡系統的位勢{\displaystyle V}乃是個局域平穩值。注意到這系統只處於平穩狀態。假設，要求這系統處於穩定狀態，則位勢{\displaystyle V}必須是個局域極小值。

## 外部連結
- 虚功原理的应用实例 （页面存档备份，存于）（英文）